# Assemblea legislativa (Porto Rico)
L'Assemblea legislativa di Porto Rico è il ramo legislativo del governo di Porto Rico. La struttura e le responsabilità dell'Assemblea sono definite nell'articolo III della Costituzione di Porto Rico.
L'Assemblea legislativa di Porto Rico è bicamerale, ovvero è costituita da due camere:
- il Senato di Porto Rico, la camera alta.
- la Camera dei rappresentanti di Porto Rico, la camera bassa.